# 三角褶鲛属
三角褶鲛属（学名：Deltoptychius）是一属生存于石炭纪的已灭绝软骨鱼。它们属于全头亚纲，可能是一类深海中的底栖掠食者。

## 分类
三角褶鲛属被归为三角褶鲛科，包含Deltoptychius acutus和Deltoptychius gibberuius两个物种。但是，Carroll在1988年把三角褶鲛属归为颊甲鲛科。

## 特征
三角褶鲛属虽然生活在石炭纪，但它们的外表与今天的银鲛目非常相似。 它有一个长而鞭状的尾巴，一对翅膀状的大胸鳍，这使得它们可以在水中滑行。它们的那双大眼睛还使得它们可以在深水中捕猎。坚固但相对较薄的齿板适用于咬碎带有硬壳的猎物，如螃蟹和贻贝。
三角褶鲛属最重要的解剖学特征是其腭咽肌（软骨鱼上颚的唯一组成部分）与头骨的完全融合，这是它们与所有全头类的共同之处。前颊非常小或缺失。该属有两性异形性，雄性比雌性小得多，更易于辨认，在臀鳍前面有一个触须。
下颚连接方式就像所有的银鲛目一样与身体的纵轴形成了一个角度。下颚的弓向上分出近90度。在颚部闭合位置，前颚位于颞下颌关节上方。

## 脚注
1. ↑  Carroll, Robert L., Vertebrate Paleontology and Evolution, New York: W. H. Freeman and Company, ISBN 0-716-71822-7 （德文）
2. ↑  Palmer, D., The Marshall Illustrated Encyclopedia of Dinosaurs and Prehistoric Animals, London:: Marshall Editions: pp. 29, ISBN 1-84028-152-9 （德文）
3. ↑  Bendix-Almgreen, S. E., The anatomy of Menaspis armata and the phyletic affinities of the menaspid bradydonts, Lethaia, 4: pp. 21-49 （德文）